# Annika
För andra betydelser, se Annika (olika betydelser).

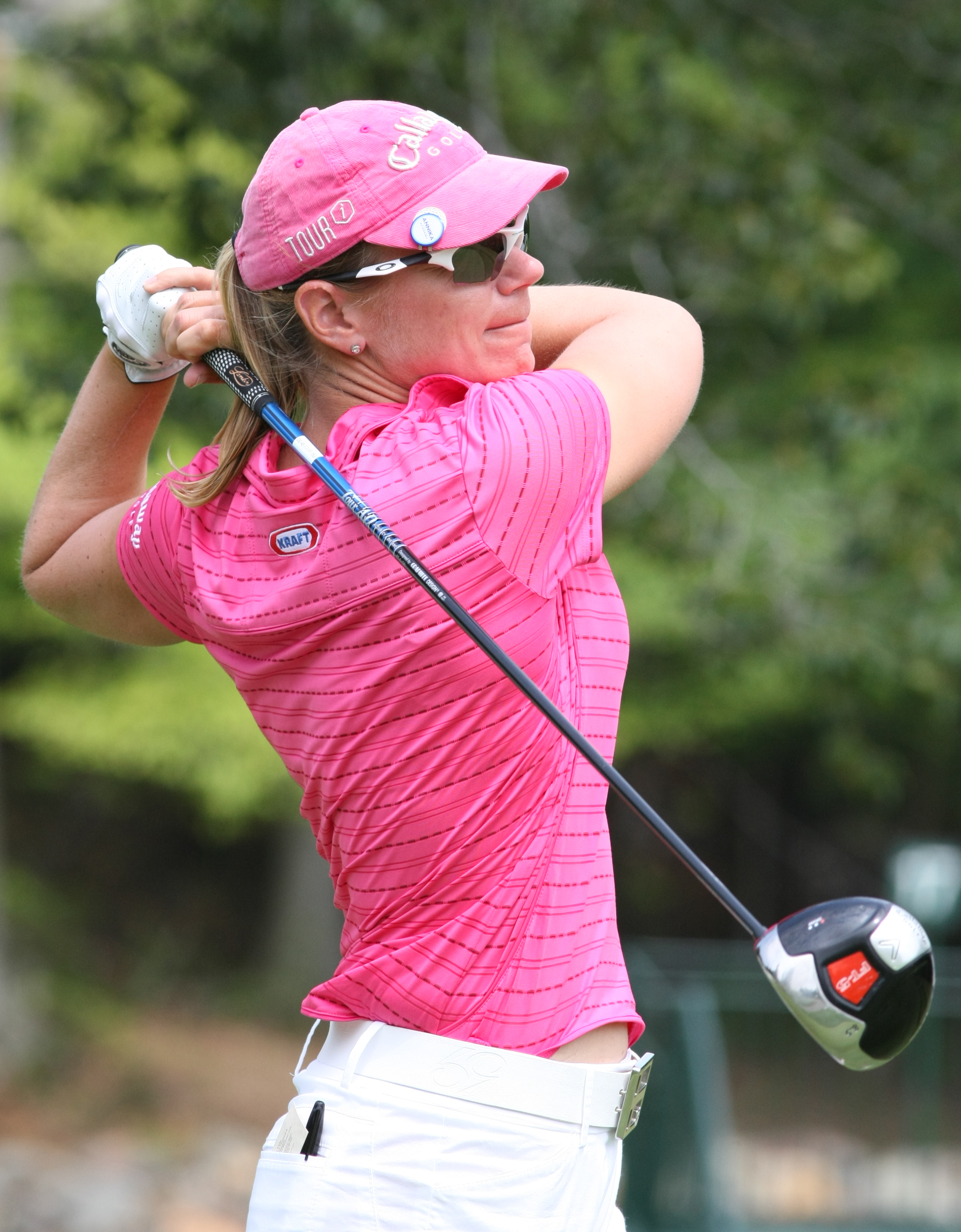
Annika Sörenstam

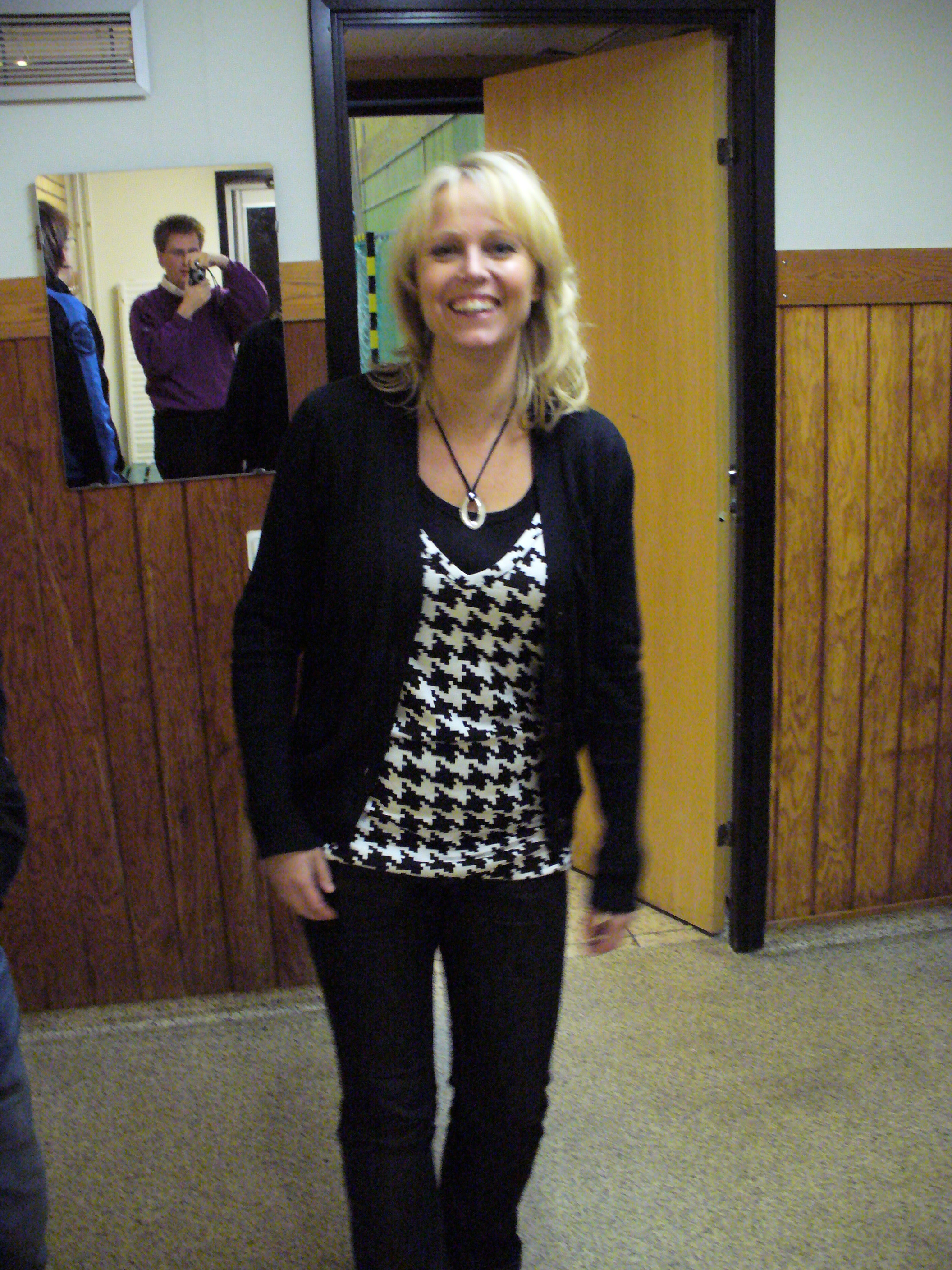
Annika Andersson

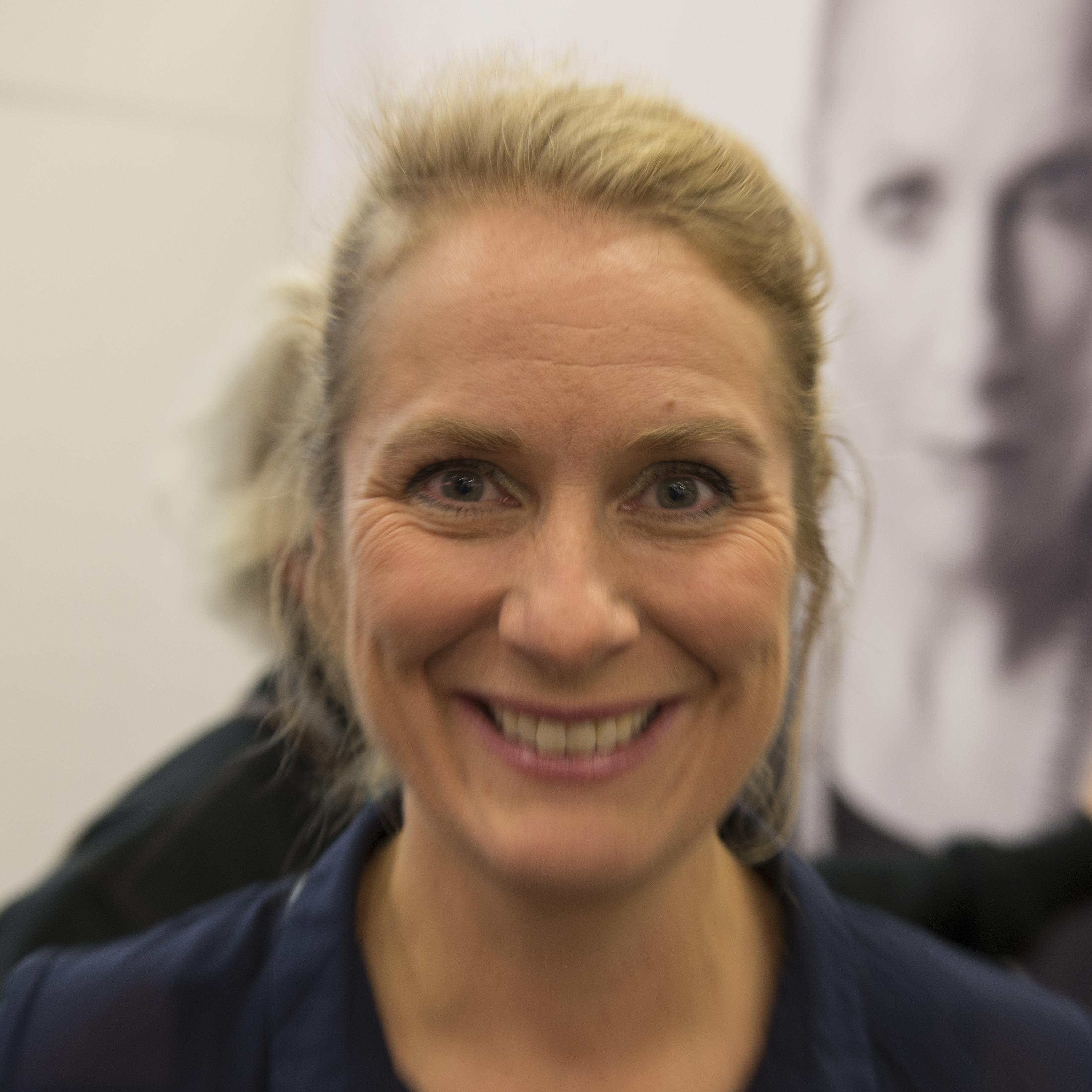
Annika Lantz

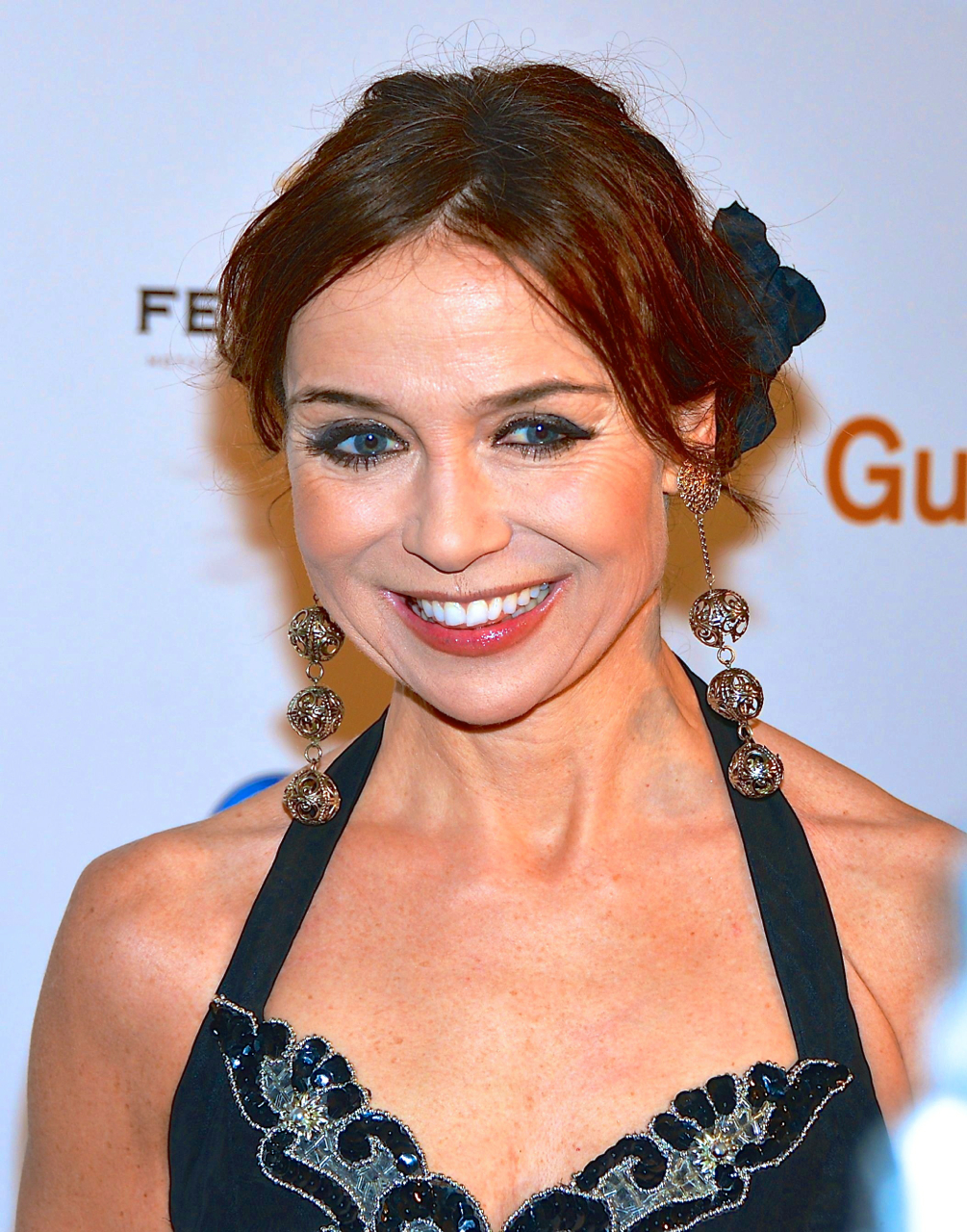
Annika Jankell

Kvinnonamnet Annika, Annica, Anniqa, Anneqa eller Annicka kommer från lågtyska Anneke och Anneken, som är diminutiva former av Anna, det vill säga ungefär "lilla Anna". 
Den 31 december 2014 fanns det totalt 48622 kvinnor folkbokförda i Sverige med namnet Annika, Annica eller Annicka, varav 38255 bar det som tilltalsnamn.
Namnsdag i Sverige: 21 april, (1986-1992: 7 augusti). I den finlandssvenska namnsdagslängden har Annika namnsdag 9 december sedan 1950.

## Personer med namnet Annika
- Annika Andersson, svensk komiker
- Annika Barthine, svensk politiker (s)
- Annika Becker, tysk friidrottare
- Annika Billstam, svensk orienterare
- Annika Billström, svensk politiker (s)
- Annika Bryn, svensk författare
- Annika Dahlman, svensk längdskidåkare
- Annika Dahlqvist, svensk läkare och författare
- Annica Dahlström, svensk professor i medicinsk kemi
- Annika Dopping, svensk programledare
- Annika Duckmark, Fröken Sverige 1996
- Annika Eclund, svensk politiker (kd)
- Annicka Engblom, svensk politiker (m)
- Annika Ernstson, svensk översättare
- Annika Evaldsson, svensk längdskidåkare
- Annika Hagström, svensk programledare och författare
- Annika Hallin, svensk skådespelerska
- Annika Herlitz, svensk sångerska
- Annika Holm, svensk författare
- Annika Hoydal, färöisk sångerska
- Annika Idström, finlandssvensk författare
- Annika Jankell, svensk programledare och journalist
- Annica Karlsson Rixon, svensk konstnär
- Annika Lantz, svensk programledare
- Annika Lillemets, svensk politiker (mp)
- Annika Lindström, svensk friidrottare
- Annika Ljungberg, svensk sångerska
- Annika Nordström, svensk etnolog och visforskare
- Annika Norlin, svensk sångerska
- Annika Olsson, svensk skådespelerska
- Annika Petersson, svensk friidrottare
- Annika Qarlsson, svensk politiker (c)
- Annica Risberg, svensk skådespelerska och sångerska
- Annika Rücker, svensk konstnär
- Annika Saarikko, finländsk politiker
- Annika Sjöö, svensk dansare
- Annika Skoglund, svensk operasångerska
- Annika Strandhäll, politiker (s), statsråd
- Annika Sundbaum-Melin, svensk journalist och författare
- Annica Svensson, svensk fotbollsspelare
- Annika Sörenstam, svenskt golfproffs, bragdmedaljör
- Annika Thor, svensk författare
- Annika Thörnquist, svensk sångerska
- Annika Tretow, svensk skådespelare
- Annika Viilo, finländsk orienterare
- Annika Wiel Hvannberg, svensk handbollsspelare
- Annica Åhlén, svensk ishockeyspelare
- Annika Åhnberg, svensk politiker (v/s)
- Annika Åman, finländsk författare
- Annika Östberg, svensk-amerikansk f.d. livstidsfånge

## Fiktiva personer med namnet Annika
- Annika Settergren, vän till Pippi Långstrump
- Annika Bengtzon, huvudperson i en serie romaner av Liza Marklund
- Seven of Nine (Annika Hansen), rollfigur i TV-serierna Star Trek: Voyager och Star Trek: Picard